# ヘキサフェニルエタン
ヘキサフェニルエタン(Hexaphenylethane)は、仮説上の有機化合物で、エタン核に6つのフェニル置換基が結合した構造を持つ。全ての有機合成の試みは失敗している。トリフェニルメチルラジカル(Ph3C・)は、かつては二量体化してヘキサフェニルエタンを形成すると考えられていたが、この二量体の核磁気共鳴分光法スペクトルの解析により、これは実際は非対称種である「ゴンバーの二量体」であった。
置換誘導体であるヘキサキス(3,5-ジ-t-ブチルフェニル)エタンは、合成されている。中央のC-C結合の結合長が（通常の結合長154 pmと比べ）167 pmと非常に長いことが特徴で、t-ブチル基の間のロンドン分散力による引力が、この非常に立体障害の多い分子に安定性を与えていると考えられている。

## 関連文献
- Uchimura, Yasuto; Takeda, Takashi; Katoono, Ryo; Fujiwara, Kenshu; Suzuki, Takanori (2015). “Inside Back Cover: New Insights into the Hexaphenylethane Riddle: Formation of an α,o-Dimer”. Angewandte Chemie International Edition 54 (13):  4125. doi:10.1002/anie.201501649.